# Уголок (фильм)
«Уголок» (1916) — немой художественный фильм Чеслава Сабинского по мотивам одноимённого романса. Фильм представлял собой «монолог на экране». Премьера состоялась 22 ноября 1916 года. Фильм не сохранился.

## Сюжет
«Женщина в ожидании возлюбленного — уголок свой убрала цветами, не дождалась и поняла, что он её оставил».

## Художественные особенности
Фильм представлял собой интересный эксперимент, в нём только одно действующее лицо, и он строится исключительно на игре актрисы. 
С. Гинзбург охарактеризовал фильм так: «Германова демонстрировала счастье любви, радость ожидания, недоумение, первые сомнения, тревогу, отчаяние... Всё это в длинных («полных») монтажных кусках, в одной декорации, на одинаковых общесредних планах».
Рецензент «Проектора» отметил, что «игра и личность актёра окончательно отвоевали себе первенствующее место в русском кинотворчестве», что «инсценировка сделана с большим вкусом», отметил некоторые недостатки («хотелось бы больше интимного уюта в декорациях»), и в заключение назвал фильм «смелой и интересной попыткой».